# Suhrs Højskole
Suhrs Højskole (tidligere Suhrs Husholdningsskole og Suhrs Madakademiet) er en folkehøjskole i København, der blev grundlagt af Ingeborg Suhr i 1901.
I en tid, hvor industrialiseringen havde sit indtog i Danmark, så Ingeborg Suhr behovet for at oplære kvinder i husholdningens kunst. Husmoderskolen oplærte kvinderne i madlavning, husholdningsøkonomi, håndarbejde, hygiejnelære m.m.

## Skolens historie
Skolen havde dengang lokaler i Skindergade 31 i det indre København, og da man selv betalte for at gå der, rettede skolen sig hovedsageligt til kvinder fra den Københavnske overklasse.
Det første år i skolens historie gik der 17 elever på skolen, men antallet voksede hurtigt, og allerede fire år senere måtte skolen flytte lokaler til Ferrum på Rådhuspladsen (det nuværende Politikens Hus).
Efter endnu seks år, blev også disse lokaler for små, og skolen flyttede til Pustervig 8. Her blev hele ejendommen indrettet som husholdningsskole – fra kælder til kvist, lokaler som skolen den dag i dag stadig gør brug af. 
En bekendtgørelse d. 28. oktober 1960, om den 3-årige seminarieuddannelse medførte, at skolen blev opdelt i et seminarium og en husholdningsskole.
Suhrs Højskole har plads til ca. 50 elever, hvoraf lidt over halvdelen er boende elever. Den resterende del pendler til højskolen. Suhrs Højskole er den eneste højskole i København, hvor eleverne kan bo på højskolen. 

## Suhrs skifter spor
I juni 2010 skiftede Suhrs Husholdningsskole navn til Suhrs Madakademiet. Kurserne blev ændret fra at rette sig mod kvinder, der skulle kunne varetage husholdningen i hjemmet, til i stedet at rette sig mod de unge, der lige var flyttet hjemmefra, og som gik op i lave mad.  
I 2011 blev skolen en folkehøjskole og fik det nuværende navn Suhrs Højskole. I forandringen indgik et mål om at komme mere i øjenhøjde med eleverne og bringe kvaliteterne fra Ingeborg Suhrs tankegang ind i fremtiden og det nye årtusinde. Skolen skiftede derved skolestatus og blev Danmarks første fagspecialiserede madhøjskole. 
Suhrs Højskole udbyder i dag (2024) tre hovedfag: Gastro, Omstillingsagent og Sommelier & bryg.   
Derudover tilbyder højskolen følgende valgfag: Bag, Det søde køkken, Ro på, Keramik, Natur m.fl.   
Linjerne har også fællesfag såsom Madpolitik med Marie Jeng, Smag på og Verdenskøkken.  
To gange om året rejser hele holdet til Italien, for at besøge producenter af parmesan, balsamico, pasta, vin m.m.  
Højskolen ledes i dag af forstander Rasmus Willig. Han overtager efter Lars Sonne-Hansen, som har været forstander siden 2005. Rasmus Willig, har haft en lang forskningskarriere på Roskilde Universitet og er medstifter og forperson for Andelsgaarde, medlem af Det Etiske Råd samt Coop Danmarks bestyrelse.

## Billeder
| - Ingeborg Suhr med elever |

## Eksterne kilder og henvisninger
- Suhrs Højskole – Officiel hjemmeside
- Suhrs Højskole i Den Store Danske på Lex.dk af Ulla Koch
- Link til billede af huset

55°40′56.1″N 12°34′31″Ø / 55.682250°N 12.57528°Ø